# Pentachaeta bellidiflora
La Pentachaeta bellidiflora, o pentachaeta de rayos blancos, es una flor silvestre californiana del género Pentachaeta de la familia Asteraceae. En Estados Unidos está incluida tanto en la lista estatal como en la federal de especies en peligro de extinción.
Es endémica de la bahía de San Francisco, en California (Estados Unidos), y sólo se da en altitudes inferiores a 620 metros (2.034 pies). La P. bellidiflora se encuentra principalmente en zonas rocosas y cubiertas de hierba. En 1999, el estado de conservación de esta especie se caracterizaba por una población en declive, con un área de distribución muy reducida y fragmentada. El específico bellidiflora hace referencia a la similitud de las flores con las de las margaritas comunes (Bellis).

## Descripción
La Pentachaeta bellidiflora es una pequeña flor silvestre anual que crece a partir de una delgada raíz pivotante que, aunque parece lisa, en realidad está cubierta de finos pelos. Los tallos, escasamente vellosos, pueden medir entre 6 y 17 cm de longitud y suelen ser simples o ramificados en la mitad inferior de la planta. Son erectos, generalmente flexibles y de color verde a rojizo. Las hojas de Pentachaeta de rayas blancas son normalmente estrechamente lineares, ciliadas (bordeadas de pelos) y verdes, miden menos de 4,5 cm (1,8 pulgadas) de largo y un milímetro de ancho. Las superficies superior e inferior de las hojas son lisas.
Las inflorescencias terminales son cuatro o cinco cabezas solitarias, aproximadamente circulares, por planta. Los pedúnculos son tenues, con involucros acampanados de 3 a 7 milímetros, y varían de glabros a con pelos cortos. Como todos los de su género, la P. bellidiflora tiene filarias verdes en dos o tres series generalmente iguales, de lanceoladas a obovadas, con márgenes ampliamente escariosos (secos y membranosos), y un receptáculo desnudo. Las corolas amarillas tienen cinco lóbulos, y cada una de las 16 a 38 flores en forma de disco (por cabezuela) tiene las puntas del estilo lineales y agudas. Pueden estar ligeramente teñidas de rojo por debajo. Los frutos tienen de 1,5 a 3,0 milímetros de diámetro y suelen estar comprimidos de forma oblonga a fusiforme; suelen estar cubiertos de pequeños pelos. La planta presenta frágiles papus con cinco o menos cerdas delgadas, ligeramente expandidas en la base. La época de floración va desde finales de marzo hasta finales de junio. Desde el punto de vista cromosómico, la especie es diploide, (contiene un juego de cromosomas de cada progenitor), y tiene 2n=18.

## Distribución y hábitat
La pentachaeta de rayas blancas se encuentra en pastizales serpentinos, así como en pastizales de valles y estribaciones. Actualmente sólo se sabe que sobrevive en comunidades de pastizales serpentinos y praderas autóctonas en dos pequeñas zonas del condado de San Mateo, incluyendo poblaciones en el parque del condado de Edgewood y en terrenos del distrito de aguas de San Francisco en afloramientos serpentinos en las laderas orientales del embalse de Crystal Springs, en las proximidades de la ruta estatal 92. Anteriormente se sabía que estaba presente desde el condado de Marin hasta el de Santa Cruz. Un estudio declara que sólo queda una población. El área de distribución anterior está definida por los siguientes mapas del USGS: Soquel (387B)* 3612188, Santa Cruz (387E) 3612281, Castle Rock Ridge (408A)* 3712221, Big Basin (408B)* 3712222, Davenport (408C)* 3712212, Felton (408D)* 3712211, Woodside (429A) 3712243, San Francisco South (448B)* 3712264, Montara Mountain (448C)* 3712254, San Mateo (448D)* 3712253, San Quentin (466B)* 3712284, San Rafael (467A)* 3712285, Point Bonita (467D)*.

## Conservación
En el momento de la declaración del estado federal de peligro de extinción, la Agencia de Protección Ambiental de Estados Unidos concluyó que la población total de la especie era lo suficientemente pequeña y fragmentada como para estar sujeta a una extinción estocástica. La reciente destrucción del hábitat por el desarrollo urbano, el uso de vehículos todoterreno y las acciones de los equipos de mantenimiento de carreteras han sido responsables de la grave reducción del área de distribución y la viabilidad de esta especie.
El tamaño de las poblaciones varía de un año a otro en función de las precipitaciones locales y de la competencia de las plantas invasoras. En 1997, la P. bellidiflora fue objeto de un taller de recuperación organizado por el Departamento de Pesca y Vida Silvestre de California, en el que se analizó la necesidad de proteger y gestionar permanentemente las poblaciones existentes, así como las estrategias de reintroducción de poblaciones en hábitats protegidos adecuados. Las medidas de gestión y recuperación de la especie se han abordado en el Plan Federal de Recuperación de Especies de Suelos Serpentinos de la Bahía de San Francisco, finalizado en 1998.